# Плумен, Лилианне
Элисабет Мария Йосефа (Лилианне) Плумен (нидерл. Elisabeth Maria Josepha (Lilianne) Ploumen, род. 12 июля 1962, Маастрихт, Нидерланды) — нидерландский политический и государственный деятель. Политический лидер Партии труда с 14 января 2021 года, председатель парламентской фракции Партии труда с 23 января 2021 года. Член Второй палаты Генеральных штатов Нидерландов с 23 марта 2017 года. В прошлом — министр внешней торговли и сотрудничества в целях развития Нидерландов (министр без портфеля в Министерстве иностранных дел Нидерландов, 2012—2017), генеральный секретарь Партии труда (2007—2012). Дама Большого Креста ордена Заслуг перед Республикой Польша.
До 2002—2003 года — член партии Зелёные левые, находившейся «левее Партии труда».